# 西洋

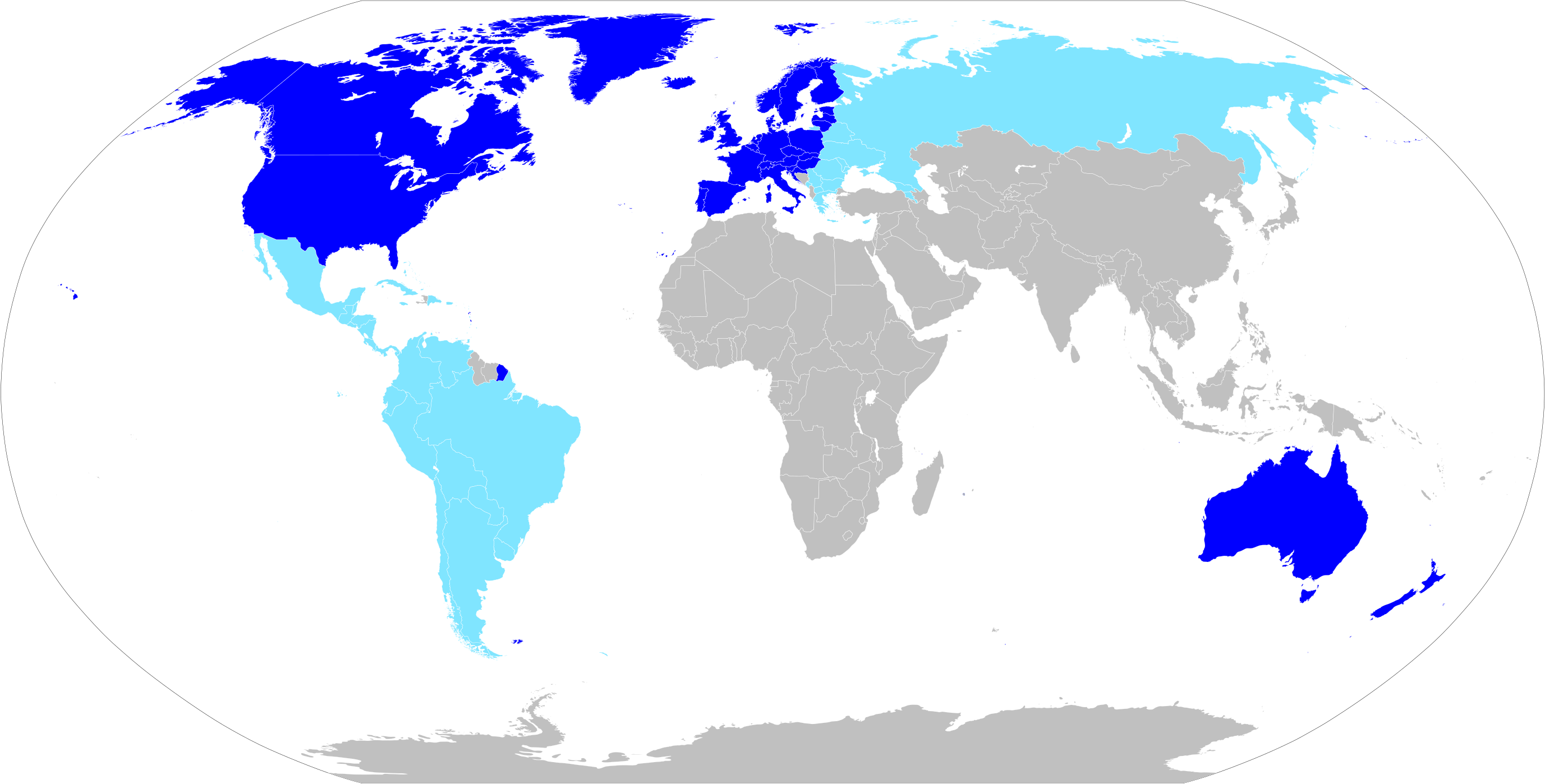
ハンティントン『文明の衝突』による西側世界。（青色）

西洋（せいよう、英: the West、Occident（オクシデント））は、東洋（the East, Orient、オリエント）の対概念。歴史的にはユーラシア大陸の西端と東端に数千年にわたる二つの文化圏が存在し、現代日本語では二つの文化圏を西洋と東洋という概念で表現する。一方、中国では歴史学の東西比較研究がテーマとなる場合、西洋と東洋という表現の代わりに西方と東方と表現する。
日本語では洋が西洋の略語として使われており、明治頃には、洋式・洋風とは西洋の方式および西洋風を意味し、洋画、洋風建築、洋式トイレ、和洋折衷、洋服、洋傘、洋食、洋楽などの語句が広く使われるようになった。中国語圏でもzh:洋服、zh:洋葱（タマネギ）、zh:洋酒など洋に西洋の意味を持たせている熟語もあるが、日本語の洋式にあたる中国語は西式である。ウィクショナリーの中国語版「zh:wikt:洋」を参照。

## 中国における西洋

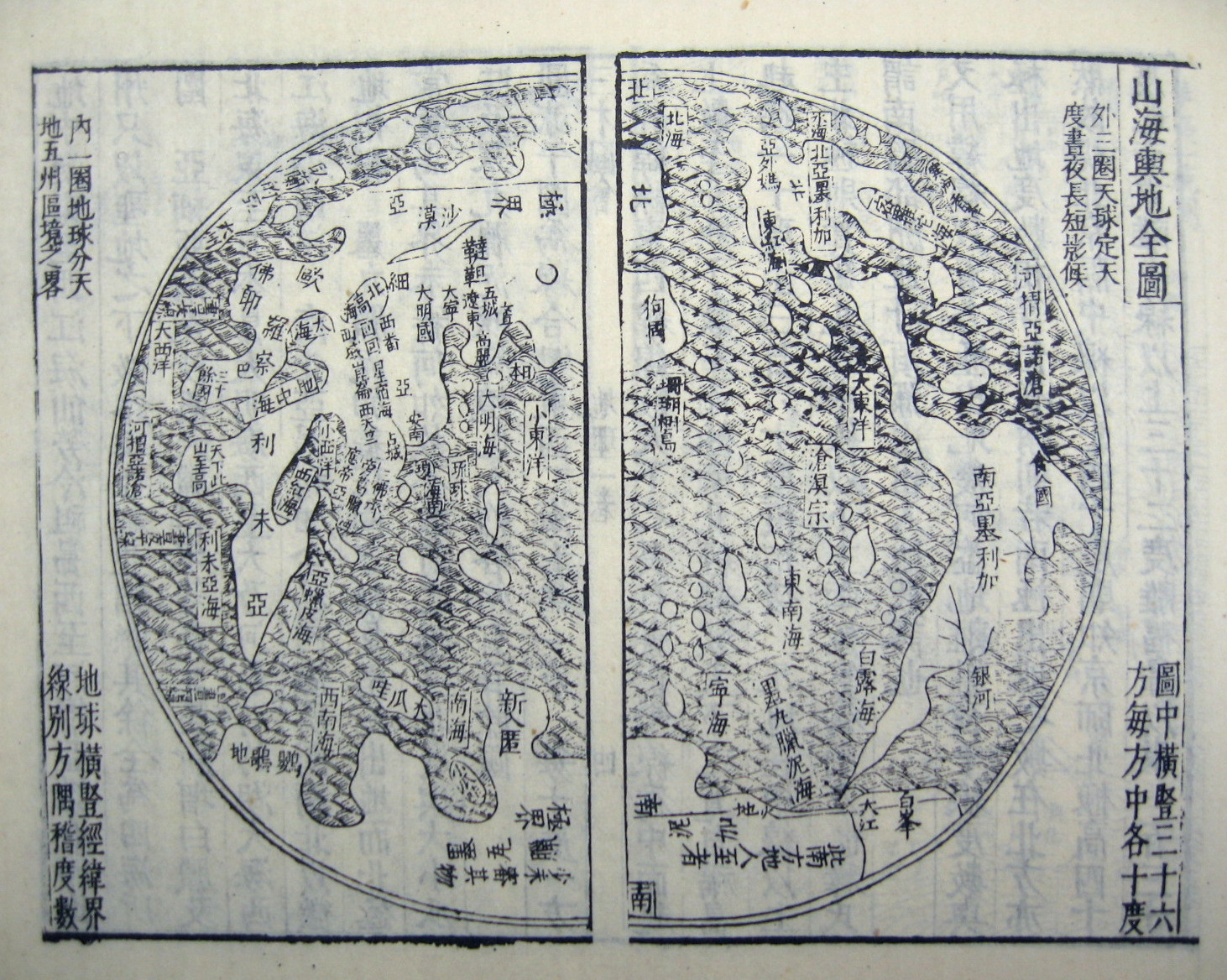
山海輿地全圖（1607年頃）小東洋、小西洋、大東洋、大西洋の記述が見られる。坤輿万国全図は詳しい中国語の地図で、カナがふられている。

17世紀の中国には東洋列国、西洋列国という表現が存在した。しかし、単に東洋と西洋という場合は海域を東西に分けた呼称にすぎない。
坪井九馬三や高桑駒吉の研究によると、東洋や西洋の表現はもともと中国人の考えた四海の一つである南海の航路およびその航路上に存在する諸国を、泉州あるいは広州を通過する南北子午線によって分けたものである。
14世紀半ばの中国の文献にはブルネイ以東を東洋、インドシナ半島からインドへかけてを西洋と記述していた。張燮は1616年の『東西洋考』で「文莱即婆羅國、東洋盡處、西洋所自起也」と記し、婆羅國つまりブルネイ（文莱）で東洋は終わり、そこから西洋が始まるとする。
1602年のイタリア人のイエズス会士マテオ・リッチの世界地図『坤輿万国全図』は世界の地理名称をすべて漢語に翻訳したものであるが、この地図ではインドの西海岸に小西洋という記述があり、ポルトガルの西海上に大西洋という記述がある。
なお、現代中国では東洋は東アジアを意味する場合もあるが主に日本を指す。

## 日本における西洋

### 江戸時代

#### 海域の呼称
マテオ・リッチの世界地図『坤輿万国全図』は17世紀はじめに日本に伝来し、この『坤輿万国全図』を参考に日本国内でも多くの世界地図が作成された。しかし、日本で作成された世界地図では海域を示す東洋・西洋が抜け落ちており、日本では17世紀末まで東洋や西洋のように世界地図の海域に名前を付けるというものの考え方は生まれなかったといわれる。
1698年頃に書かれた渋川春海の『世界図』ではインド洋には小西洋、ポルトガル沖には大西洋と記されており、これ以後は東洋や西洋の海域呼称が多くの世界地図で使われ始めた。
幕末になるとパシフィック・オーシャン（Pacific ocean）とアトランチック・オーシャン（Atlantic ocean）という英語表現が幕末に日本に入ってきた。もともと海域を示す言葉だった東洋と西洋のうち、大東洋や小東洋という呼称は幕末以降には太平洋となり世界地図の上から消滅した。また、小西洋はインド洋と呼称が替わり大西洋だけが残された。

#### 文化の概念
一方で江戸時代には海域の呼称を除いて「東洋」はほとんど用いられなかったのに対し、ヨーロッパの地理や文化を紹介する出版物に「西洋」を使ったものがみられた。
1715年の新井白石の『西洋紀聞』は西洋という言葉を実体概念としてはじめて使った書物といわれる。 1801年には山村才助が『西洋雑記』をまとめヨーロッパの歴史などについて述べている。また、1808年には佐藤信淵がヨーロッパの歴史を叙述して『西洋列国史略』 が出版された。

### 明治時代
明治以降、東洋・西洋という対概念は海域ではなく陸域を示す言葉にも転用されるようになった。これは単に地理的な意味での陸域呼称ではなく、政治・経済・歴史・ 科学技術・文化・社会といった人間の活動全体を総称した文化概念として使われるようになった。
また「東洋」の概念も江戸時代にはあった文化的な実体概念としての「西洋」の補完概念として生まれたといわれる。明治維新後は脱亜入欧の動き中で、欧州視点のアジア・オリエントの概念が導入され、オリエントの訳に東洋が充てられ、西洋（欧州）の対義語としてアジア全域を示すようになった。
1894年（明治27年）には那珂通世が中等学校の外国史を西洋史と東洋史に分けて教授することを提唱するなど、日本における歴史研究では東洋史・西洋史・国史の三分野に分けるシステムが用いられるようになった。

## オクシデントの概念
欧米では東西の世界にそれぞれオリエントとオクシデント(Occident)の表現を用いることがある。オリエントとオクシデントはヨーロッパで、東洋と西洋は日本で形成され、本来は全く関係ない独立した思考概念であるが、西洋はオクシデントに相当する語として捉えられている。
ただし、ヨーロッパでは、イースト、オリエント、アジアといった概念が「ヨーロッパ以外のもの」に対する概念として形成されたため、その内容は本来的に千差万別で国や何に焦点を当てた議論かによって一律ではない。
また文化的側面においては、東西を分ける標語としてasiaとwestが使われる事が多い。
この場合人や物を指す時は asianとwesternになる。
エドワード・サイードは1978年に著書『オリエンタリズム』を発表。サイードらの研究によってオリエンタリズムが蔑視的なイメージとして批判されると、西洋の拝金主義、利益優先的な考え方をオクシデンタリズムとする解釈も現われた。ただしサイードが『オリエンタリズム』で取り上げているのは中近東のイスラム世界であり中国や日本は入っていない。またサイードは、オリエントとオクシデントのいずれの呼称も否定している。